# Zavalla
Zavalla és una població dels Estats Units a l'estat de Texas. Segons el cens del 2000 tenia 647 habitants.

## Demografia
Segons el cens del 2000, Zavalla tenia 647 habitants, 268 habitatges, i 176 famílies. La densitat de població era de 118,4 habitants per km².
Dels 268 habitatges en un 34% hi vivien nens de menys de 18 anys, en un 48,1% hi vivien parelles casades, en un 12,7% dones solteres, i en un 34% no eren unitats familiars. En el 30,6% dels habitatges hi vivien persones soles el 15,3% de les quals corresponia a persones de 65 anys o més que vivien soles. El nombre mitjà de persones vivint en cada habitatge era de 2,41 i el nombre mitjà de persones que vivien en cada família era de 2,99.
Per edats la població es repartia de la següent manera: un 26,6% tenia menys de 18 anys, un 9% entre 18 i 24, un 26,1% entre 25 i 44, un 24,7% de 45 a 60 i un 13,6% 65 anys o més.
L'edat mediana era de 36 anys. Per cada 100 dones de 18 o més anys hi havia 87,7 homes.
La renda mediana per habitatge era de 21.806 $ i la renda mediana per família de 28.750 $. Els homes tenien una renda mediana de 30.577 $ mentre que les dones 20.000 $. La renda per capita de la població era de 13.049 $. Aproximadament el 22% de les famílies i el 28,1% de la població estaven per davall del llindar de pobresa.

## Poblacions més properes
El següent diagrama mostra les poblacions més properes.